# Master and Everyone
Master and Everyone è il quinto album di Will Oldham pubblicato con lo pseudonimo di Bonnie 'Prince' Billy.

## Il disco
Il disco è stato pubblicato nel 2003 dall'etichetta indipendente Drag City.
L'ottava traccia Even If Love è dedicata a PJ Harvey.

## Tracce
1. The Way – 3:48
2. Ain't You Wealthy, Ain't You Wise? – 4:12
3. Master and Everyone – 2:35
4. Wolf Among Wolves – 3:47
5. Joy and Jubilee – 2:45
6. Maundering – 3:05
7. Lessons From What's Poor – 3:41
8. Even If Love – 3:24
9. Three Questions – 3:14
10. Hard Life – 3:34

Durata totale: 34:05